# 薩斯喀徹溫省第1普查區
薩斯喀徹溫省第1普查區（英語：Division No. 1, Saskatchewan）是加拿大薩斯喀徹溫省的一個普查區，位於省東南角，南部與美國接壤，東部為曼尼托巴省。最大的城市是艾斯特凡。

## 人口
薩斯喀徹溫省第1普查區大小約15000平方公里，最大的城市是位於區內西南的艾斯特凡市，臨近麥當勞湖，人口有11483人。根據2016年人口普查，整個普查區有31766人，主要使用的語言為英文，只有85人的母語為原住民語言。三分之二人口為歐洲移民後裔，其中近半人口是英國後裔，原住民後裔只有約2600人。

## 普查分區

### 鄉村自治區
- 1號鄉村自治區亞蓋爾
- 2號鄉村自治區蒙普列仁
- 3號鄉村自治區恩尼斯基連
- 4號鄉村自治區考菲茨
- 5號鄉村自治區艾斯特凡
- 31號鄉村自治區斯托索克斯
- 32號鄉村自治區里舍珀斯特
- 33號鄉村自治區木斯溪
- 34號鄉村自治區布朗寧
- 35號鄉村自治區本森
- 61號鄉村自治區安特勒
- 63號鄉村自治區木斯山
- 64號鄉村自治區布洛克
- 65號鄉村自治區提卡母瑟
- 91號鄉村自治區瑪麗菲爾特
- 92號鄉村自治區沃波爾
- 93號鄉村自治區沃肯
- 94號鄉村自治區哈澤爾伍德
- 95號鄉村自治區哥登西

### 原住民保留地
- 海洋人第一民族
  - 海洋人69號保留地
  - 海洋人69號A保留地
  - 海洋人69號B保留地
  - 海洋人69號C保留地
  - 海洋人69號E保留地
  - 海洋人69號F保留地
  - 海洋人69號G保留地
  - 海洋人69號H保留地
  - 海洋人69號I保留地
- 菲桑特納科達第一民族
  - 菲桑特納科達68號保留地
- 白熊第一民族
  - 白熊69號保留地